# 卢西恩·拉沃杜埃
卢西恩·拉沃杜埃（英語：Lucien Laverdue，？—），澳大利亚足球裁判。
卢西恩·拉沃杜埃2008年时曾在一场比赛中出任澳大利亞職業足球聯賽的助理裁判。2012年10月27日，他在2012–13年澳洲職業足球聯賽昆士兰狮吼队与西悉尼漫游者的比赛中首次出任主裁判。
卢西恩·拉沃杜埃执法了2013年中超联赛第12轮广州恒大主场对阵山东鲁能的关键比赛。赛前广州恒大与山东鲁能分列联赛积分榜前两名，广州恒大领先山东鲁能3分，这场比赛被看作决定争冠形势的关键一战。比赛中卢西恩·拉沃杜埃判给主队一个点球，但达里奥·孔卡的射门被耿晓锋扑出。赛后有分析称，孔卡罚球时已有客队球员提前进入禁区，按规定这个点球应该重新罚，但卢西恩·拉沃杜埃并未判罚重罚。